# Нижегородский трамвай
Нижегоро́дский трамва́й — трамвайная система в городе Нижний Новгород, работающая с 8 (20) мая 1896 года. Хронологически вторая в Российской империи (после запуска трамвая в Киеве в 1892 году), а также в современной России после трамвая в Калининграде. В мае 2016 года Нижегородский трамвай отметил своё 120-летие.
На нижегородском трамвае применяется стандартная в России колея 1524 мм (5 футов). Протяжённость всей системы (в том числе длины контактной сети и маршрутов) составляет 227 километров. Среднесуточный объём перевозок — около 200 тыс. пассажиров (оценочно, исходя из числа проданных билетов). Линии обслуживаются тремя депо, выпускающими в общей сложности примерно 190 14-метровых четырёхосных вагонов. Оператором нижегородского трамвая выступает ООО "Экологические проекты".
Сеть трамвая едина, но некоторые участки по районам города не используются в маршрутном движении. Так, сормовские маршруты (№ 6 и 7) нигде не пересекаются с остальными. От их конечной остановки на Московском вокзале до остановок других трамваев необходимо пройти не менее 400 метров.
Трамвайная система имеет достопримечательные крутые съезды к Оке и Волге. Достаточно большое количество разных раритетных трамваев имеется в музее электротранспорта при МУП «Нижегородэлектротранс».
В сентябре 2022 года правительство Нижегородской области заключило концессионное соглашение с ООО "Экологические проекты" по модернизации электротранспорта. Концессия рассчитана до 2047 года и предусматривает закупку 144 новых односекционных вагонов БКМ Т811 "МиНиН", 26 сочленённых трёхсекционных БКМ Т856 "МиНиН", КВР относительно новых вагонов, полную замену 149 км путей, ремонт 15 тяговых подстанций, а также ремонт всех трёх трамвайных депо. Все работы должны быть выполнены до конца 2026 года.

## Действующие маршруты
| №   | Конечные пункты                      | Депо | Примечание                                                                                    |
| --- | ------------------------------------ | ---- | --------------------------------------------------------------------------------------------- |
| 2   | Чёрный пруд — Площадь Лядова         | 1    | С 16 мая 2025 временно закрыт.                                                                |
| 3   | Московский вокзал — парк «Дубки»     | 2, 3 |                                                                                               |
| 5   | Улица Кулибина — Мыза                | 1    |                                                                                               |
| 6   | Московский вокзал — центр Сормова    | 2    | Полукольцевой, против часовой стрелки                                                         |
| 7   | Московский вокзал — улица Ярошенко   | 2    | Полукольцевой, по часовой стрелке                                                             |
| 8   | 52-й квартал — Малышево              | 3    | Временно работает по сокращённой схеме от 52 квартала до Малышево                             |
| 11  | Благовещенская площадь — Чёрный пруд | 1    | Работает только в летний период                                                               |
| 12  | 52-й квартал - Соцгород-2            | 3    |                                                                                               |
| 18  | Трамвайное депо № 1 — ул. Маслякова  | 1    |                                                                                               |
| 19  | Мыза — Трамвайное депо № 1           | 1    |                                                                                               |
| 21  | Ул. Маслякова — парк «Дубки»         | 1, 2 | С 17 февраля 2025 временно закрыт в связи реконструкцией трамвайной линии на Окском съезде.   |
| 22  | Автозаводская — Соцгород-2           | 3    | С 13 июня 2025 временно закрыт в связи с реконструкцией трамвайной линии на проспекте Кирова. |
| 27  | Улица Кулибина — Трамвайное депо №1  | 2    | С 16 мая 2025 временно закрыт.                                                                |
| 417 | Московский вокзал — 52-й квартал     | 3    | С 13 июня 2025 временно закрыт в связи с реконструкцией трамвайной линии на проспекте Кирова. |

### Закрытые маршруты
| №  | Конечные пункты                                   | Дата закрытия        | Причина закрытия                                                            |
| -- | ------------------------------------------------- | -------------------- | --------------------------------------------------------------------------- |
| 1  | Московский вокзал — Чёрный пруд                   | 1 января 2022 года   | Неэффективность                                                             |
| 4  | Московский вокзал — Игарская улица                | 1 февраля 2007 года  | Объединен с маршрутом № 17 под номером № 417                                |
| 9  | Московский вокзал — Благовещенская площадь        | 11 апреля 2012 года  | Временно закрывался из за оползня на Зеленском съезде. Так и не был открыт. |
| 10 | Московский вокзал — Мыза                          | 17 декабря 2011 года | Временно закрывался по причине реконструкции площади Лядова.                |
| 13 | Стадион «Старт» — Стадион «Старт» (кольцевой)     | 1986 год             |                                                                             |
| 14 | Скоба — Сормово                                   | 1956 год             | Достроено Сормовское кольцо, замена на маршруты №6 и №7                     |
| 15 | Скоба — Баевка                                    | 1956 год             | Достроено Сормовское кольцо, замена на маршруты №6 и №7                     |
| 16 | Автозаводская — Малышево                          | 1996 год             |                                                                             |
| 17 | 52-й квартал — Игарская улица                     | 1 февраля 2007 года  | Объединен с маршрутом № 4 под номером № 417                                 |
| 20 | Соцгород-2 — Гнилицы                              | 1 ноября 2004 года   |                                                                             |
| 23 | Московский вокзал — площадь Лядова                | 2002 год             |                                                                             |
| 24 | Московский вокзал — Московский вокзал (кольцевой) | 11 мая 2005 года     | Закрытие линии по Похвалинскому съезду                                      |
| 25 | Игарская улица — Малышево                         | 6 ноября 1987 года   |                                                                             |
| 26 | Московский вокзал — Трамвайное депо № 1           | 1 сентября 2006 года |                                                                             |
| 28 | 52-й квартал — Гнилицы                            | 2013 год             | Частичный демонтаж линии у станции метро «Кировская». Работал по выходным   |

## История

### Три трамвайные компании

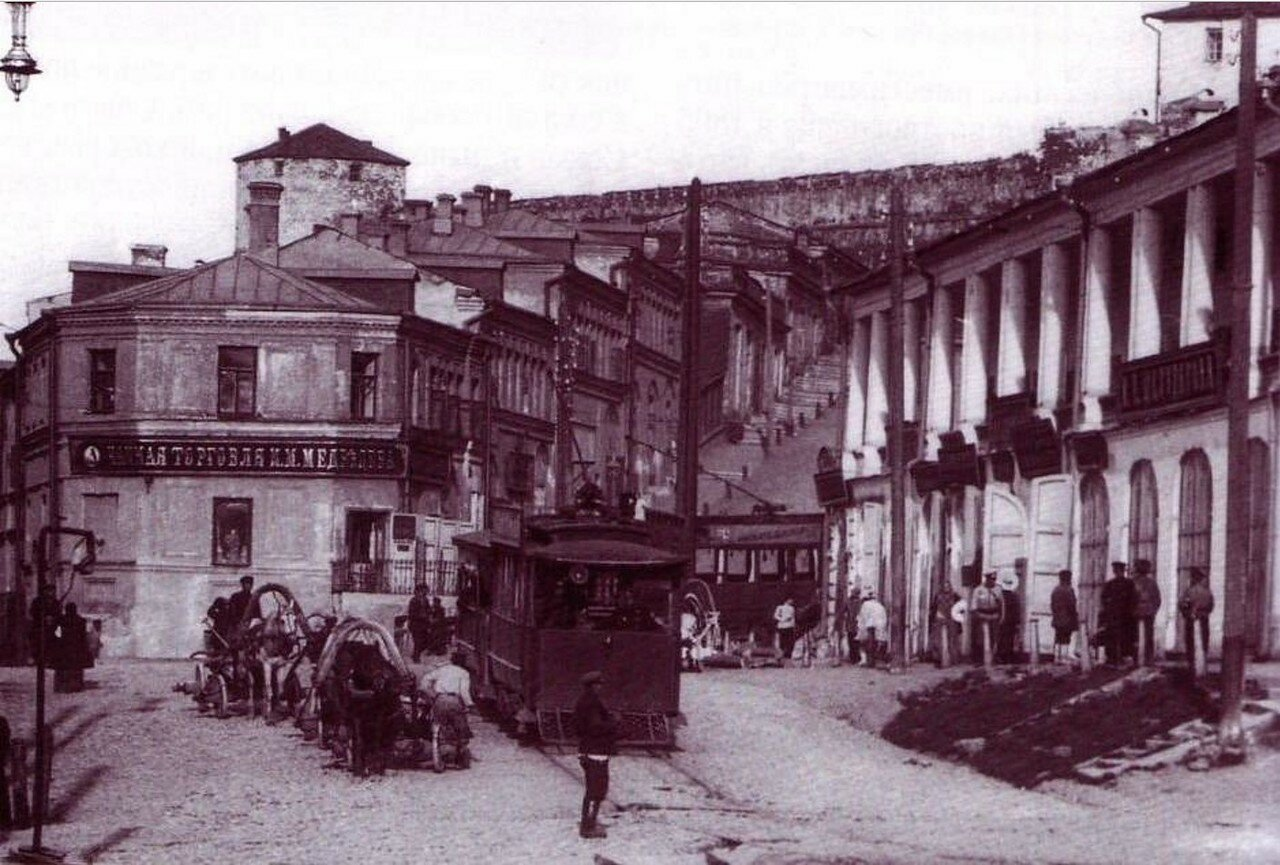
Фонарный трамвай Путиловского завода на конечной станции «Скоба» в Нижнем Новгороде

Начало трамвайного движения в Нижнем Новгороде было приурочено к открытию Всероссийской художественной и торгово-промышленной выставки 1896 года и необычно тем, что в первом году было открыто четыре разных трамвайных системы трёх разных владельцев, причём на линиях разных владельцев применялась разная ширина колеи.
8 (20) мая было открыто движение по однопутной Кунавинской линии длиной 4,3 км колеи 1524 мм немецкой компании «Сименс и Гальске». Линия шла от главного входа Выставки по территории Кунавина мимо железнодорожного вокзала, через Ярмарку до плашкоутного моста.
9 (21) июня открылась линия колеи 750 мм, проходившая односторонним кольцом протяжённости 3,7 км по территории самой Выставки (сейчас это территория сада им. 1 Мая), принадлежащая «Товариществу для эксплуатации электричества М. М. Подобедова и Кº», уже имевшему опыт эксплуатации ледового трамвая в Санкт-Петербурге. Линия имела нижний токосъём, а в вагонном парке имелся специальный салон-вагон для августейшей фамилии.
В тот же день открылись две линии фирмы «Р. К. фон Гартман и Кº», которые имели колею 1000 мм и располагались в самом городе. Обе линии были однопутными, с разъездами. Верхняя линия протяжённостью 3,7 км шла из Кремля по Большой и Малой Покровским улицам, по Похвалинской улице к Смирновскому саду (сейчас на его месте гостиница «Azimut»). Нижняя линия протяжённостью 1,4 км шла от Скобы по Рождественской улице до площади у плашкоутного моста. Концы двух линий несколькими днями позже соединились элеваторами (Кремль со Скобой — Кремлёвским, площадь у моста со Смирновским садом — Похвалинским), в результате чего гартмановская система приобретала вид замкнутого кольца.

### Пути через реку и смена собственника в 1897 году

Схема линий в 1896 году

С 16 (28) июня трамваи Кунавинской линии пошли по плашкоутному мосту на правый берег Оки к Похвалинскому элеватору. Первоначально линия продолжалась по набережной до Софроновской площади, дублируя нижнюю линию Гартмана, однако впоследствии власти города предписали «избыточный» участок линии демонтировать.
Оплата проезда в трамвае изначально была разной на разных линиях. Поездка по сименсовской линии обходилась в 10 копеек, на подобедовской — 5 копеек (позже 19 часов — 10 копеек). На гартмановских трамваях и фуникулёрах было установлено разделение на классы (салон вагона делился перегородкой на две части): поездка в первом классе стоила 5 копеек, во втором — 3 копейки; действовали льготы для учащихся, которые платили 3 копейки в первом классе, а во втором могли ехать бесплатно. Кроме того, права бесплатного проезда на определённых условиях получали полицейские и почтовые служащие. Были установлены и запреты на пользование трамваем для некоторых категорий людей.
Подобедовская и сименсовская линии задумывались как временное предприятие, своего рода экспонат Выставки, и были закрыты с её завершением. Однако сименсовская линия была выкуплена фирмой Гартмана и движение на ней было восстановлено до вокзала (с некоторым изменением трассы по Ярмарке). Правда, из-за отсутствия постоянной связи между берегами Оки связь между Кунавиным и Нижним Новгородом прерывалась при каждом ледоходе и ледоставе, порой очень надолго.
Отношения города и фирмы Гартмана регулировались заключённым в мае 1895 года «Основным трамвайным договором», согласно которому город считался формальным собственником всех линий, а фирма Гартмана получала право аренды (концессию) на 35 лет. Однако уже в 1897 году фон Гартман продаёт права концессии «Русскому обществу электрических дорог и электрического освещения», которое становится монополистом в трамвайном деле до 1908 года.

### Дальнейшее расширение и единый стандарт колеи
В 1901 году открылась Похвалинско-Острожная линия, а в 1902 году — Кремлёвско-Монастырская. Линия в Нагорной части была увеличена до 11,5 километров.
В 1910 году было принято решение стандартизировать ширину колеи, которая уже стала стандартом для большей части железнодорожной сети России. Работы были завершены в 1923 году, а также были применены к рельсам конки, которая ходила с 1908 по 1918 год.

### Войны и Октябрьская революция
8 октября 1914 года муниципалитет приобрел «Русское общество электрических дорог и электрического освещения» за 1,2 миллиона рублей. Сбои после Октябрьской революции 1917 года и гражданской войны привели к приостановке работы с 1 мая 1919 года. Трамваи снова начали ходить только 3 августа 1923 года.

### Единая сеть, несколько новых трамваев и дальнейшее расширение
Четыре года спустя, 10 октября 1927 года, сети Нагорной и Заречной частей города были окончательно соединены. В городе появилась трамвайная сеть протяженностью 21,3 километр. Однако на этом этапе сами трамваи всё ещё были основаны на оригинальных вагонах, приобретенных при установке системы. В 1930 году город приобрел 30 новых трамваев у Мытищинского завода (сейчас Метровагонмаш) на северо-восточной окраине Москвы. Еще 24 трамвая приехали в город в 1932 году.
В 1930 году город, в сотрудничестве с компанией Ford Motor Company из Мичигана, начал работу над созданием гигантского автомобильного завода ГАЗ, известного в то время как Нижегородский автомобильный завод, а позже известного производством автомобилей Волга, огромного количества коммерческой и военной техники. В 1932 году завод выпустил свой первый легковой автомобиль, Ford Model A, а 1 апреля 1933 года завод получил собственное трамвайное сообщение протяженностью 7 км с остальной городской сетью. В результате этого и других проектов к 1935 году трамвайная сеть Горького выросла до 98,5 километров.

### Великая Отечественная война
22 июня 1941 года началась война между Советским Союзом и Германией, и большинство трамвайных рабочих были мобилизованы в армию: их места заняли женщины. Ещё одной особенностью того периода была повсеместная нехватка топлива для отопления и энергии, и пришлось отключить отопление в трамваях. Почти после каждого воздушного налета на город приходилось восстанавливать трамвайную сеть и движение трамваев.

### Послевоенное расширение сети
1950-е и 1960-е годы были годами расширения трамвайной сети. К 1960 году было построено ещё 98,5 километров линий, и с тех пор сеть была разбита на 18 маршрутов. Общая сеть в 1965 году увеличилась до 160,3 километров. Система была дополнительно усовершенствована в 1968 году с появлением нового трамвайного депо большего размера.
Позже, в 1960-х годах конкуренция со стороны автобусов возросла. Инвестиции в новые трамвайные пути были остановлены, а уже начатый проект строительства нового трамвайного моста через Оку не был завершён. Конкуренция за инвестиции усилилась в 1977 году, когда начались работы по строительству метро, а конкуренция за пассажиров на самых загруженных линиях еще больше усилилась после 1985 года, когда был введен в эксплуатацию первый участок линии метро. С середины 80-х годов прошлого века инвестиции в трамвай вернулись, но после экономических проблем, возникших в результате перестройки, особое внимание стало уделяться эффективности. В 1992 году последовала реконфигурация сети, в результате которой было уменьшено количество необходимых трамвайных вагонов.

### Современность

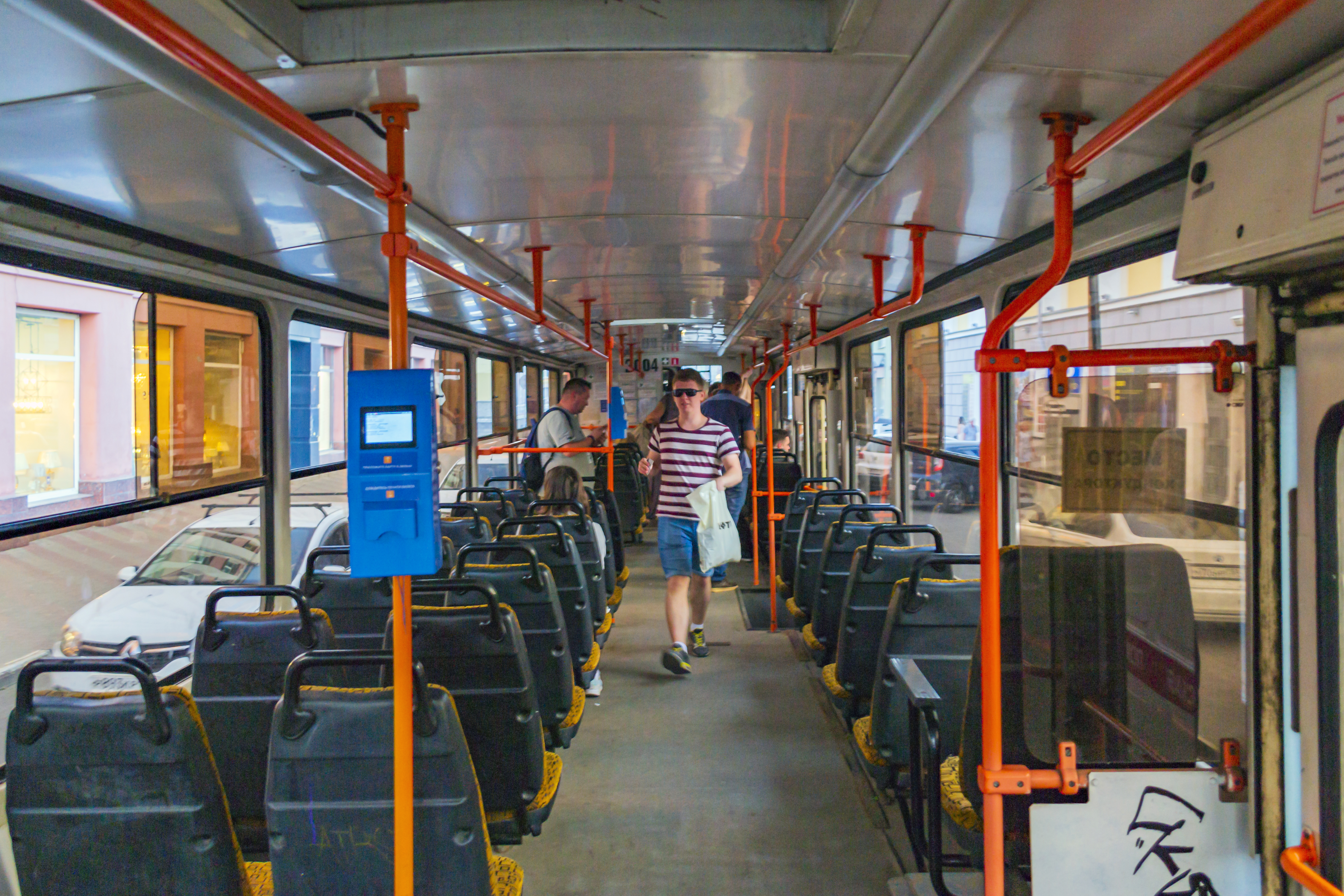
Трамвай 71-403 внутри

В настоящее время в трамвайной сети Нижнего Новгорода работает около 5000 человек и 387 трамвайных вагонов, протяжённость сети составляет около 198 километров. В целях улучшения финансового положения системы почти на всех трамваях размещена реклама. С 2018 по 2022 год, город получил 56 б/у трамваев из Москвы. В 2021 году было закуплено 11 новых трамваев в ретро-стиле. В ноябре 2022 года началась модернизация трамвайной системы в рамках концессионного соглашения. Работы по модернизации трамвайной системы и обновления подвижного состава должны быть выполнены до 2026 года.

## Оплата проезда
Стоимость проезда 40 рублей наличными и 35 рублей по транспортной карте с 1 июля 2024 года. Билет приобретается в вагоне у кондуктора или водителя. Есть возможность бесплатной пересадки с подключённой услугой 60 или 90 минут на транспортной карте. Существуют проездные тарифы на календарный месяц и проездные электронные карты (льготные, студенческие, школьные, общегражданские). Оплата проезда контролируется контролёрами.

## Конечные станции

### Действующие
- Чёрный пруд — конечная станция в Нижегородском районе, временно закрыта.
- Трамвайное депо № 1 — конечная станция в Советском районе, обслуживает маршруты № 18, № 19.
- Мыза — конечная станция в Приокском районе, обслуживает маршруты № 5, № 19.
- парк «Дубки» — конечная станция в Ленинском районе, обслуживает маршрут № 3.
- Московский вокзал (тоннель) — конечная станция в Канавинском районе, обслуживает маршруты № 6, 7.
- Московский вокзал — конечная станция в Канавинском районе, обслуживает маршрут № 3.
- Станция метро «Автозаводская» — конечная станция в Автозаводском районе (временно закрыта).
- Улица Игарская — конечная станция в Ленинском районе (временно закрыта)
- 52 квартал — конечная станция в Автозаводском районе, обслуживает маршруты № 12, 8.
- Гнилицы — конечная станция в Автозаводском районе (временно закрыта).
- Улица Строкина — конечная станция в Автозаводском районе, обслуживает маршрут № 12
- Площадь Лядова — конечная станция в Нижегородском районе, обслуживает маршрут № 5.
- Улица Ярошенко — конечная станция в Московском районе, обслуживает маршрут № 7.
- Центр Сормова — конечная станция в Сормовском районе, обслуживает маршрут № 6.
- Площадь Благовещенская — конечная станция в Нижегородском районе, обслуживает маршрут № 11 (временно закрыта).
- Служебные и резервные — пл. Комсомольская, Малышево (временно обслуживает маршрут № 8), Соцгород-1, Лапшиха, Улица Маслякова (на 11 августа 2025 временно обслуживает маршрут № 18)

## Подвижной состав
По состоянию на 2023 год применяемый для перевозки пассажиров подвижной состав Нижегородского трамвая представлен исключительно 14-метровыми четырёхосными вагонами разных моделей:
- 71-605 (с 1973 года)
- 71-608КМ (с 1996 года)
- 71-619 (с 2005 года)
- Tatra T3SU КВР ТРЗ (с 2007 года)
- 71-407 (с 2012 года)
- 71-403 (c 2012 года)
- РВЗ-6М2 (с 2015 года после КВР)
- 71-415Р (с 2021 года)
- БКМ Т811 «МиНиН» (с 2023 года)
- БКМ Т856 "МиНиН" (на испытаниях)

Все вагоны эксплуатируется в виде одновагонных поездов. Последняя СМЕ была расцеплена летом 2024 года. Ранее на Нижегородском трамвае применялись трёхвагонные поезда, составленных по системе многих единиц из вагонов КТМ-5. В 2023 году началось обновление парка новыми вагонами — БКМ Т811 «МиНиН».
В августе 2007 года в город поступили первые вагоны Tatra T3, прошедшие капитальный ремонт на Московском Трамвайно-ремонтном заводе. Эти вагоны получили новый внешний облик и салон.
В ноябре 2018 года, прибыли, ранее эксплуатировавшиеся в Москве 11 вагонов 71-153. В феврале и августе 2020 года, Москва отдала Нижнему Новгороду 10 вагонов 71-619А.
В 2021 году прибыл первый вагон модели 71-415Р. Всего город получил 11 таких вагонов.
В июне 2021 года в Нижний Новгород из Москвы начали поступать трамваи Татра Т3, которые прошли модернизацию на Московском трамвайно-ремонтном заводе. Всего Нижний Новгород получил 35 трамваев из Москвы, из них 25 модификации [МТТЧ], 10 — МТТЕ. 10 вагонов модификации МТТЕ уже прибыли в город, все они после ремонта, вышли на маршруты № 3, 6 и № 7. Вагоны модификации МТТЧ поступили в марте 2022 года.
С 2018 по 2022 год, Москва отдала Нижнему Новгороду 56 б/у вагонов.
Ранее перевозки пассажиров выполнялись вагонами следующих моделей:
- Вагоны фирмы Эрликон (колея 1000 мм; с 1896 по 1929 год; в 1923 году часть вагонов была перешита на колею 1524 мм)
- Фонарные вагоны Путиловского завода (колея 1524 мм; с 1896 по 1930-е годы; в середине 1920-х годов подвергались модернизации с установкой оборудования вагонов типа Ф с использованием частей списываемых вагонов фирмы Эрликон)
- Вагоны варшавского завода Гостыньского (колея 1524 мм; по 1920-е годы, период поступления неизвестен)
- Ф (с 1925 по 1950? год)
- МС/ПС (1927 год?, период неизвестен)
- Х/М (с 1929 по 1968 год)
- КМ (с 1935 по 1973 год)
- МТВ-82 (с 1949 по 1977 год)
- КТМ/КТП-1 (с начала 1950-х по начало 1960-х годов)
- ЛМ/ЛП-49 (с 1958 по 1980 год)
- ЛМ-57 (с 1961 по 1983 год)
- ЛМ-68 (с 1970 по 1981 год)
- ЛМ-68М (с 1975 по 1987 год)
- РВЗ-6 (с 1961 по 2005 год)
- РВЗ-7 (с 1976 по 1982 год, на испытаниях)
- Tatra T6B5 (с 1989 по 2023 год)
- 71-623 (с 2009 по 2023 год)
- ЛМ-2008 (с 2009 по 2023 год)
- 71-608К (с 1994 по 2024 год)
- Tatra T3, не проходившие КВР (с 1977 по 2023 год)

Экземпляры вагонов Х, КМ, МТВ-82, ЛМ-49, ЛМ-57, РВЗ-6 и РВЗ-7 имеются в музее МУП «Нижегородэлектротранс» (на территории трамвайного депо № 1, ул. Генерала Ивлиева, 1). Кроме того, в музее имеется вагон, стилизованный под дореволюционные вагоны с открытыми площадками типа Эрликон.
| Вид                                      | модель                                            | производитель                    | годы выпуска               | в эксплуатации          | количество | примечание                                                                                     |
| ---------------------------------------- | ------------------------------------------------- | -------------------------------- | -------------------------- | ----------------------- | ---------- | ---------------------------------------------------------------------------------------------- |
|                                          | БКМ Т811 «МиНиН»                                  | Белкоммунмаш/СП «Нижэкотроанс»   | 2022 — 2025                | с 2023 года             | 71         | Эксплуатируются во всех депо.                                                                  |
|                                          | 71-415Р                                           | УралТрансМаш                     | 2020 — 2021                | с 2021 года             | 11         | Эксплуатируются только в депо № 1.                                                             |
|                                          | 71-407                                            | УралТрансМаш                     | 2012 — 2014                | с 2012 года             | 26         | Эксплуатируются только в депо № 1 и № 2.                                                       |
|                                          | КТМ-5 (71-605)                                    | УКВЗ                             | 1981 — 1992                | c 1973 года             | 29         | Эксплуатируются только в депо № 3.                                                             |
| Трамвайный вагон МТТЕ                    | МТТЧ/МТТЕ (модернизированная Tatra T3SU)          | ČKD/МТрЗ                         | 2005 — 2018 (модернизация) | с 2021 года             | 14         | б/у из Москвы. Эксплуатируются только в депо № 2.                                              |
|                                          | Tatra T3SU КВР ТРЗ (модернизированная Tatra T3SU) | ČKD/МТрЗ                         | 2007 — 2011 (модернизация) | с 2007 года             | 8          | Эксплуатируются только в депо № 2.                                                             |
|                                          | КТМ-8КМ (71-608КМ)                                | УКВЗ                             | 1996, 1997, 1998, 2004     | с 1996 года             | 9          | Эксплуатируются только в депо № 1.                                                             |
| Вагон 71-619                             | КТМ-19 (71-619)                                   | УКВЗ                             | 2005 — 2009                | с 2005 года             | 32         | В 2020 г. поступило 10 б/у вагонов 71-619А из Москвы. Эксплуатируются только в депо № 1 и № 3. |
|                                          | 71-403                                            | УралТрансМаш                     | 2012                       | с 2012 года             | 8          | Эксплуатируются только в депо № 1 и № 2.                                                       |
| Трамвай 71-409                           | 71-409                                            | УралТрансМаш                     | 2011                       | с 2014 года             | 1          | Временно эксплуатируется в депо № 3.                                                           |
| Вагон РВЗ-6М2 после капитального ремонта | РВЗ-6М2                                           | Рижский Вагоностроительный завод | 1980                       | с 2015 года (после КВР) | 1          | Ранее — сетеизмеритель СИ-1. Эксплуатируется в депо № 1.                                       |
| Татра ТЗ КВР «Фобос-ТС»                  | Tatra T3SU КВР «Фобос-ТС»                         | ČKD/Фобос-ТС                     | 2016 — 2019 (модернизация) | с 2016 года             | 3          | Эксплуатируются только в депо № 2.                                                             |
|                                          | БКМ Т856 МиНиН                                    | Белкоммунмаш/СП "Нижэкотранс"    | 2024                       | C 2025                  | 1          | В настоящее время проходит испытания                                                           |
| Всего:                                   |                                                   |                                  |                            |                         | 213        |                                                                                                |

| Вид                                                        | модель     | назначение               | количество | примечание                                      |
| ---------------------------------------------------------- | ---------- | ------------------------ | ---------- | ----------------------------------------------- |
| Трамвай ВВ-1                                               | Татра Т3   | вагон-вышка              | 2          | первоначально пассажирские № 1688 и № 2746      |
| Трамвай РТ-1                                               | ТК-28      | рельсотранспортёр        | 2          |                                                 |
| Трамвай РМ-15                                              | 71-605     | вагон-кран               | 1          |                                                 |
|                                                            | 71-605     | вагон-рельсошлифовщик    | 1          | изначально пассажирский № 3302                  |
|                                                            | 71-605     | вагон-вышка              | 1          | изначально пассажирский № 3343                  |
| Служебный вагон-рельсотранспортёр РТ-3 в Нижнем Новгороде  | СВАРЗ РТ-3 | рельсотранспортёр        | 1          |                                                 |
| Трамвай С-16                                               | ВТК-24     | снегоочиститель          | 1          |                                                 |
| Учебный вагон Татра Т3 № 2670 в Нижнем Новгороде           | Tatra T3SU | учебный                  | 4          | 3 вагона используются как пассажирские          |
|                                                            | РВЗ-6М2    | поливомоечный            | 2          |                                                 |
|                                                            | ЛМ-68      | рельсошлифовальный       | 1          | разбит в ДТП                                    |
| Трамвай № 3384                                             | 71-605     | учебный                  | 2          | Трамвайное депо № 3                             |
| Рельсошлифовальный агрегат ПРМ-3М на Нижегородской Ярмарке | ПРМ-3М     | рельсошлифовальный       | 1          | в марте 2017 г. был отправлен в Санкт-Петербург |
|                                                            | РВЗ-6М2    | вагон-вышка              | 1          |                                                 |
|                                                            | РВЗ-6М2    | вагон-буксир             | 3          | списаны в 2005—2006 годах                       |
| Трамвай ВБ-1                                               | Татра Т6В5 | экскурсионный вагон-кафе | 1          | изначально пассажирский № 2924                  |
| Грузовой вагон МТВ-82 в Нижнем Новгороде                   | МТВ-82     | грузовой                 | 3          |                                                 |

| Вид                                                                                 | модель          | в эксплуатации | примечание                                                                             |
| ----------------------------------------------------------------------------------- | --------------- | -------------- | -------------------------------------------------------------------------------------- |
| Фонарный трамвай Путиловского завода на конечной станции «Скоба» в Нижнем Новгороде | Ф               | 1925 — 1950-е  |                                                                                        |
| Музейный трамвай МТВ-82 в Нижнем Новгороде                                          | МТВ-82          | 1949 — 1977    |                                                                                        |
| Музейный трамвай ЛМ-49 в Нижнем Новгороде                                           | ЛМ-49           | 1958 — 1980    |                                                                                        |
| Музейный трамвай ЛМ-57 в Нижнем Новгороде                                           | ЛМ-57           | 1961 — 1983    |                                                                                        |
|                                                                                     | ЛМ-68           | 1970 — 1987    |                                                                                        |
| Музейный трамвай РВЗ-7 в Нижнем Новгороде                                           | РВЗ-7           | 1976 — 1982    |                                                                                        |
| Вагон КМ в музее                                                                    | КМ              | 1935 — 1973    |                                                                                        |
| Музейный трамвай типа «Х» в Нижнем Новгороде                                        | Х               | 1929 — 1968    |                                                                                        |
| Вагон Эрликон в музее                                                               | Эрликон         | 1896 — 1927    |                                                                                        |
| Трамвай № 2932                                                                      | Татра Т6В5      | 1989 — 2023    | 1 вагон — музейный, 1 — экскурсионный вагон-кафе. Эксплуатировались только в депо № 2. |
| Трамвай 71-623                                                                      | КТМ-23 (71-623) | 2009 — 2023    | Эксплуатировался только в депо № 1.                                                    |
| Трамвай ЛМ-2008                                                                     | 71-153          | 2009 — 2023    | 11 вагонов — б/у из Москвы.                                                            |
| Трамвай № 1201                                                                      | 71-608К         | 1994 — 2024    | Эксплуатировались только в депо № 1.                                                   |
| Трамвай Татра Т3                                                                    | Татра Т3        | 1977 — 2023    | до 2014 года также эксплуатировались в трамвайном депо № 1                             |

Музейные вагоны:

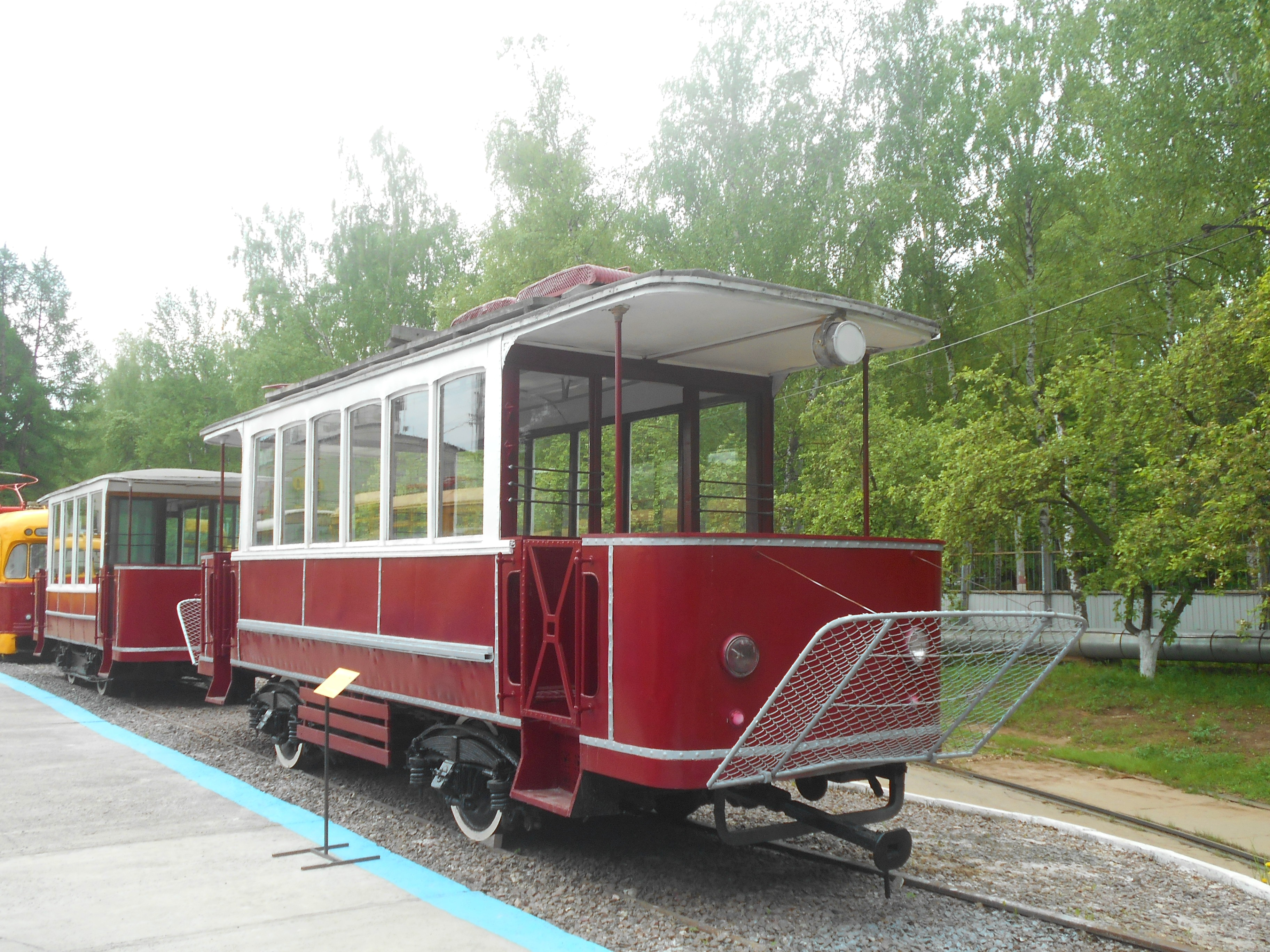
Вагон Эрликон в музее
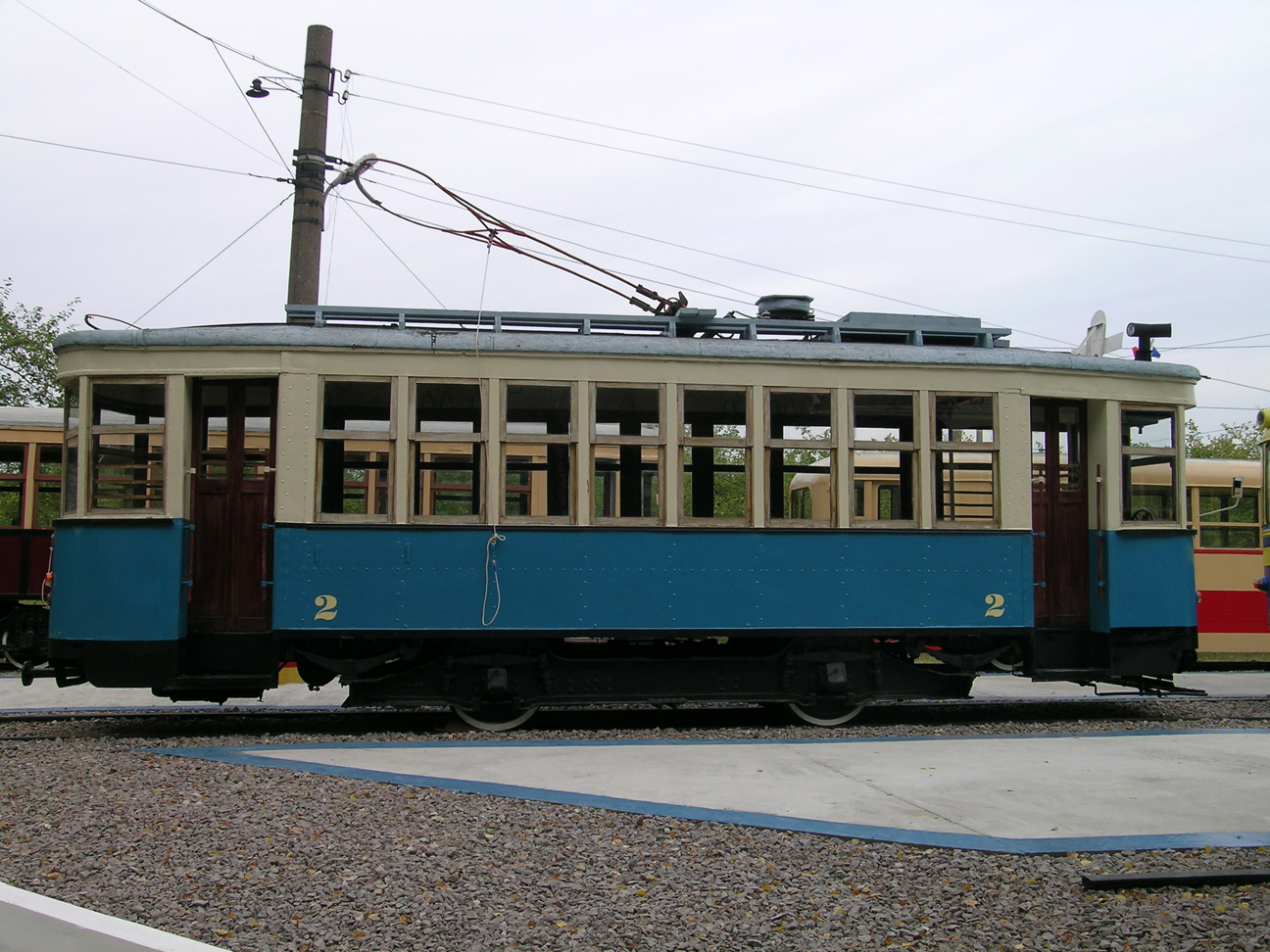
Вагон Х в музее
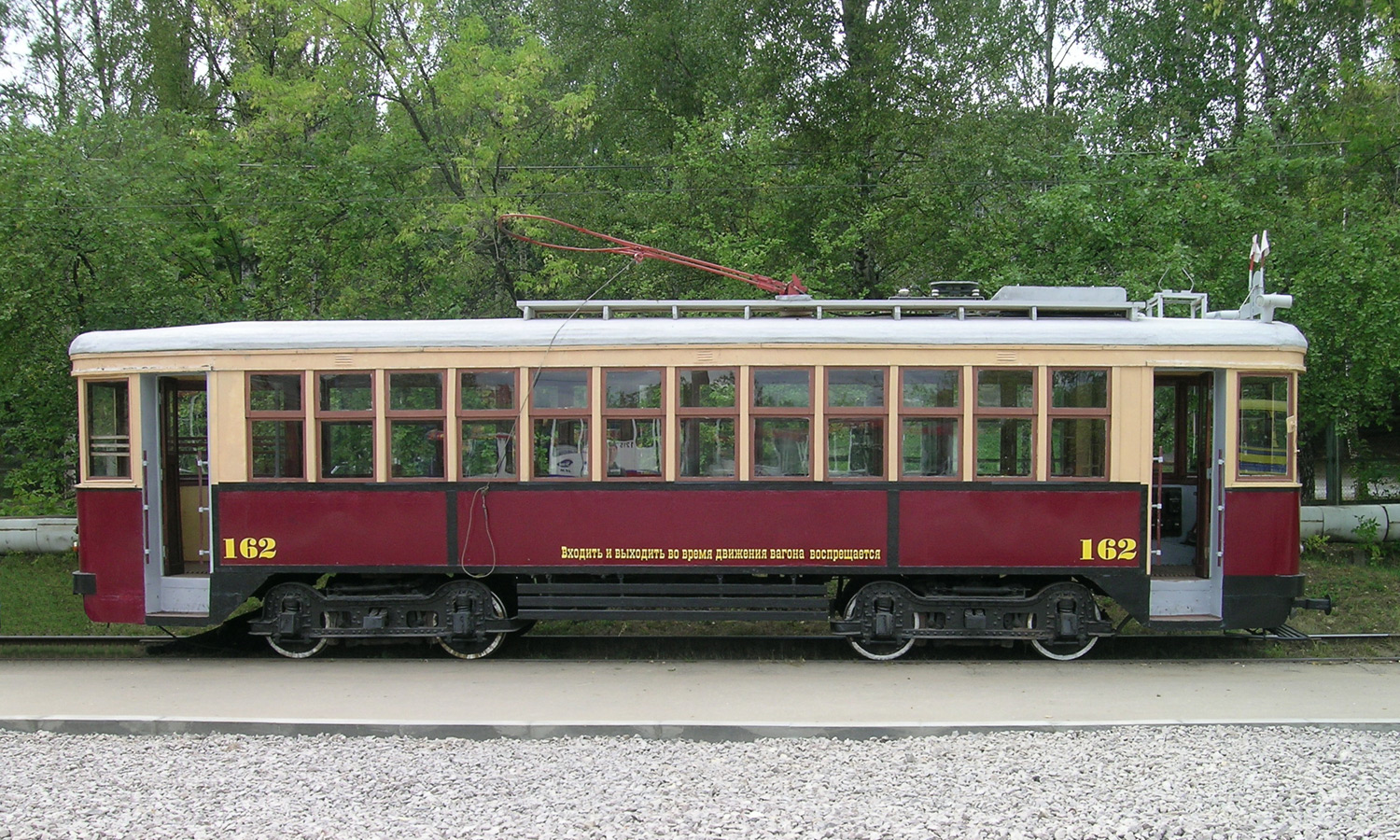
Вагон КМ в музее
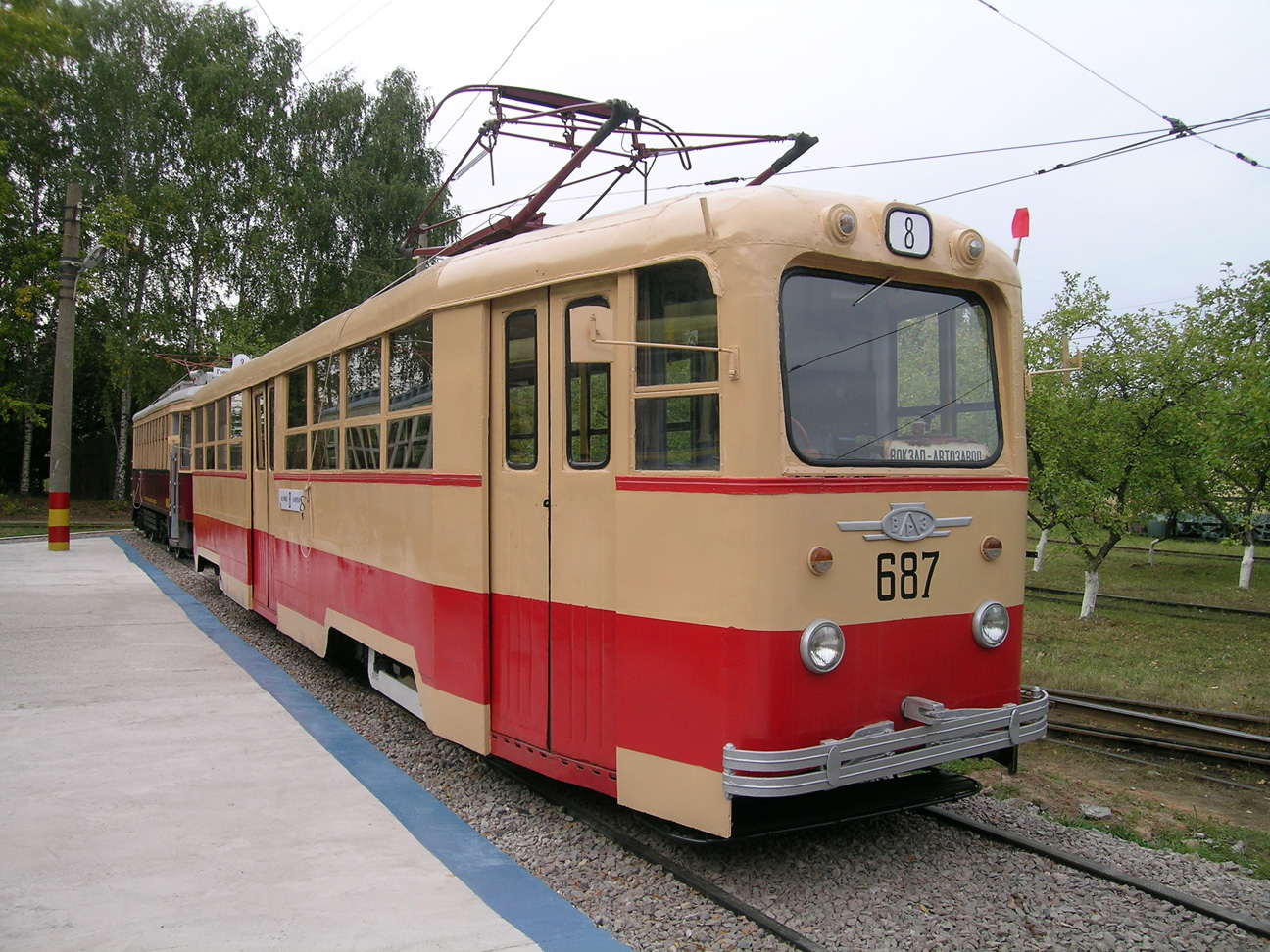
Вагон ЛМ-49 в музее
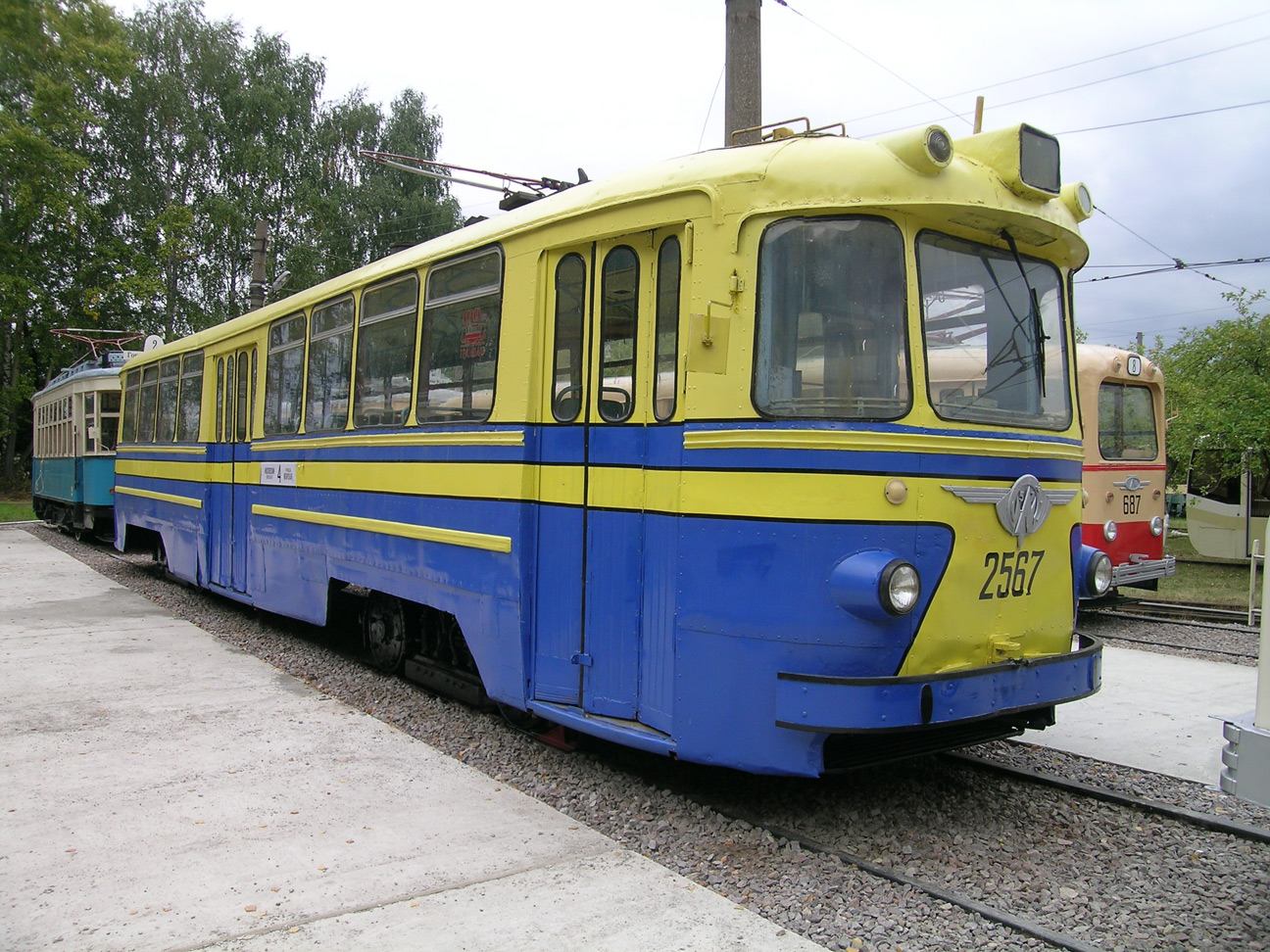
Вагон ЛМ-57 в музее
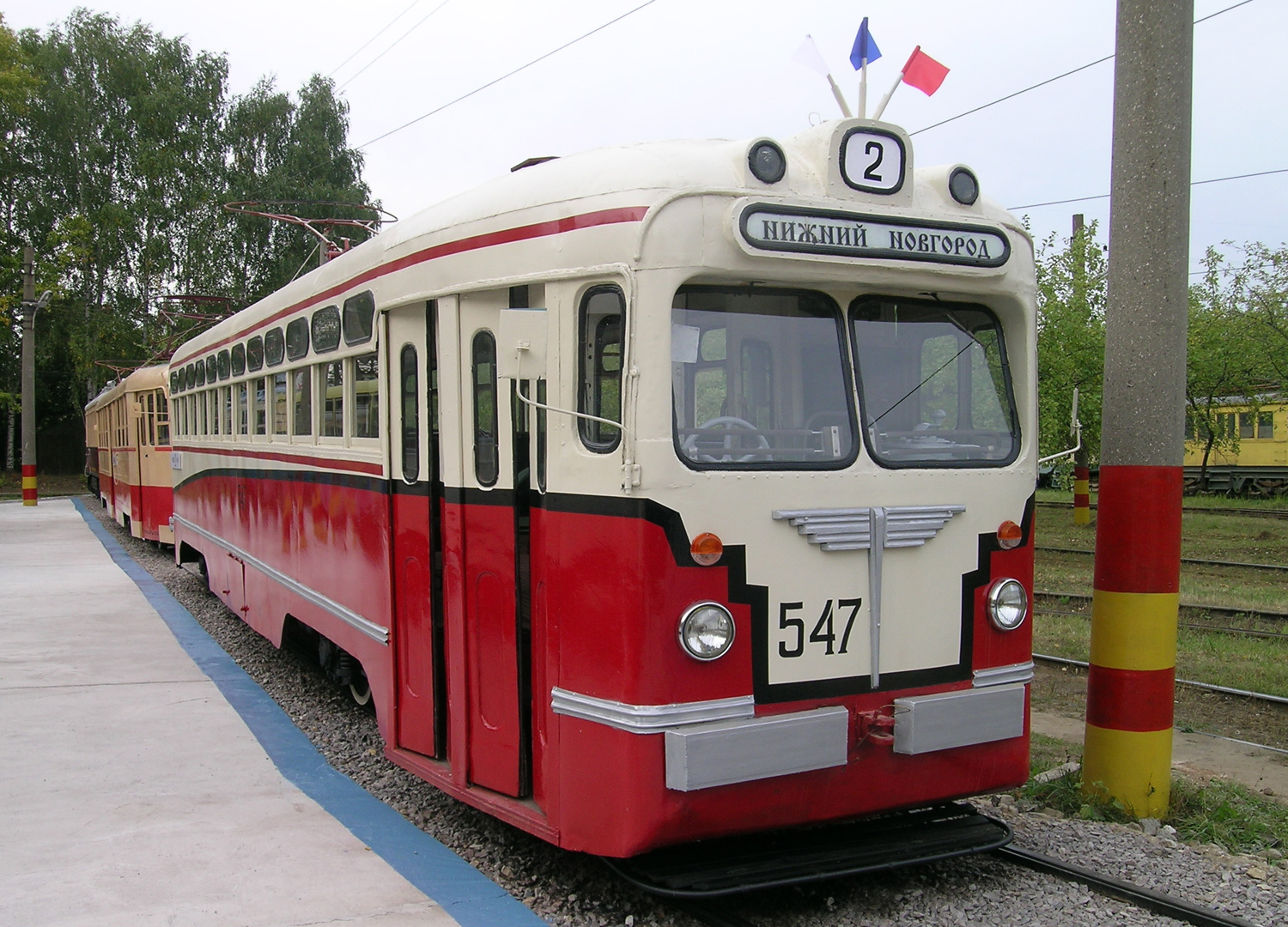
Вагон МТВ-82 в музее
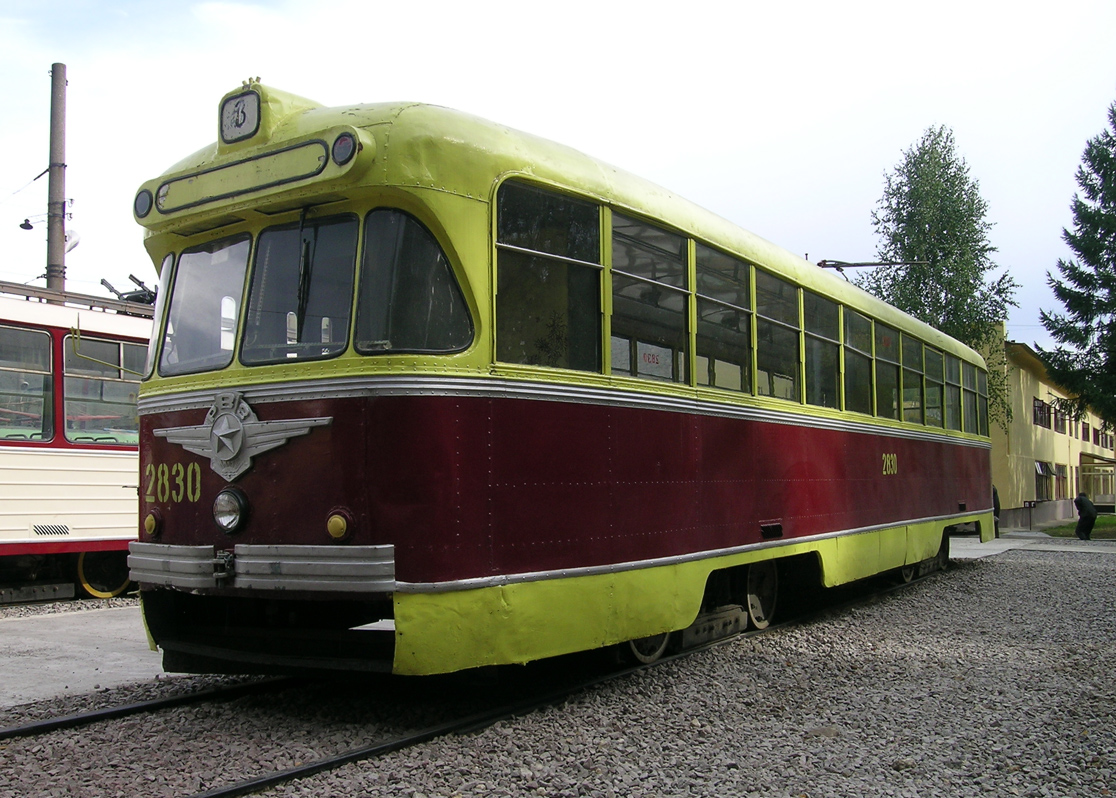
Вагон РВЗ-6М2 в музее
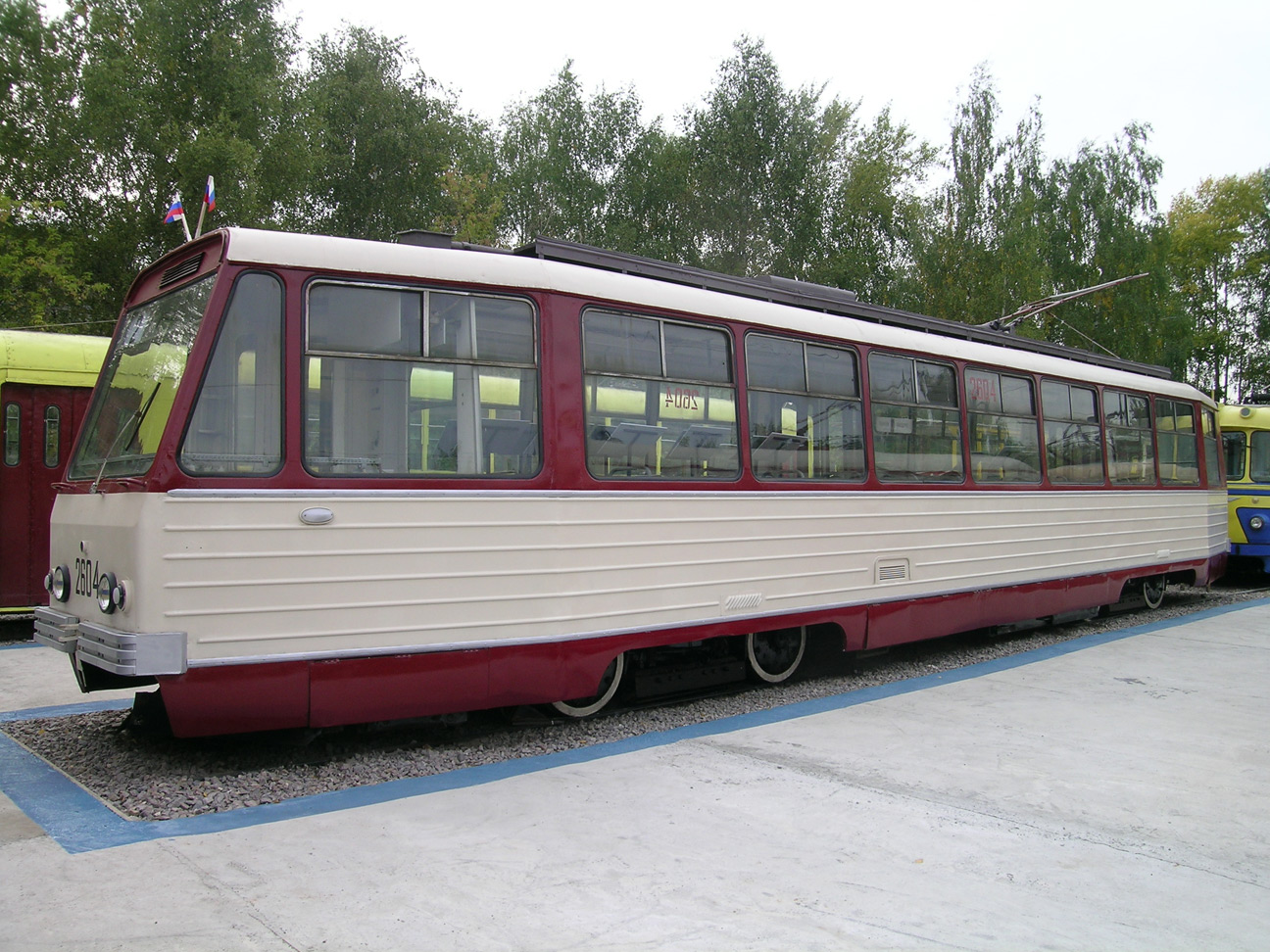
Вагон РВЗ-7 в музее

## Депо
В течение уже длительного времени, с 60-х годов XX века, нижегородский трамвай обслуживают три депо. Официально депо обозначаются номерами, но имеют и неофициальные названия.
- № 1 (Нагорное), расположено в Советском районе, микрорайон Нагорный. Открыто в 1968 году. Обслуживает маршруты № 5, 19. При депо действует музей.
- № 2 (Гордеевское или Сормовское), расположено в Канавинском районе Гордеевке. Открыто в 1932 году. Обслуживает маршруты 6, 7. С весны 2023 года временно закрыто на реконструкцию.
- № 3 (Автозаводское), расположено в 52-м квартале Автозаводского района. Открыто в 1965 году. Обслуживает маршруты № 3, 8, 12.

Депо № 1 до 1968 года располагалось в Кремле и называлось Кремлёвским или, ранее, Кремпарком. Кремпарк работал с 1925 года, когда под него было приспособлено здание бывшего манежа. До 1925 года в верхней части города имелось два депо на Малой Покровской улице, построенных в 1896 и 1901 годах и закрытых с открытием Кремпарка.
Нынешнее депо № 2 открыто на базе перенесённого Канавинского парка (Канпарка). Канпарк находился напротив нынешнего кинотеатра «Канавинский» с 1896 года, сгорел в 1926 и был вновь отстроен в 1927 году. Кроме того, в нижней части города имелся небольшой сарай рядом с Похвалинским элеватором, изначально бывший депо, но после объединения Канавинской и Нижнепосадской линий использовавшийся только для ночного осмотра вагонов. Этот сарай не восстанавливался в 1923 году. В 1926—1927 годах все линии трамвая в городе обслуживались одним Кремлёвским парком.
Обслуживание автозаводских маршрутов до 1965 года выполнялось депо № 2, имевшим в Ленинском районе филиал, так называемый Восточный ремонтный пункт, открытый в 1959 году. Сейчас на его площадке размещается электробусный парк № 3 (бывш. троллейбусное депо № 3).

## Депо и подвижной состав
Во всех трёх трамвайных депо по состоянию на 2025 год эксплуатируются трамваи 11 моделей. На данный момент, наполовину обновлён подвижной состав трамвайного депо № 1. Во втором трамвайном депо половина парка — трамваи Tatra T3SU МТТЧ, прошедшие КВР в Москве. Трамвайное депо № 3 имеет один из старых типов трамваев — 71-605 (КТМ-5), которые являются основой подвижного состава данного трамвайного депо. Недавно в 3 депо поступили вагоны «Белкоммунмаш» модели БКМ Т811 «МиНиН». В 2005—2009 годах поставлялись новые трамваи модели 71-619 в трамвайные депо № 1 и № 3. В первом и во втором трамвайных депо вместе с трамваями старых моделей эксплуатируются трамваи более новых моделей 71-403 и 71-407 (в трамвайном депо № 1), 71-409 (в трамвайном депо № 2). В трамвайном депо № 2 имеются 12 вагонов ЛМ-2008, 11 из них — переданы из Москвы. Ранее пассажирские перевозки осуществлялись трамваями моделей Эрликон, «Ф», «Х», КМ, различных модификаций ЛМ (ЛМ-36, ЛМ-49, ЛМ-57, ЛМ-68), МТВ-82, РВЗ-6 и РВЗ-7. Трамваи Эрликон и его прицеп, «Х» № 2, КМ № 162, ЛМ-49 № 687, ЛМ-57 № 2567, МТВ-82 № 547, РВЗ-6 № 2830 и РВЗ-7 № 2604 стоят в музее электротранспорта, в трамвайном депо № 1.

## Путевое хозяйство

### Трамвайно-железнодорожные пересечения
Действующие
- На улице Чкалова вблизи остановки «Центральный рынок»; линия от станции Нижний Новгород-Московский на завод имени Воробьёва;
- На проспекте Кирова; линия от станции «Кустовая» на Горьковский автомобильный завод;
- На проспекте Ленина; два пересечения линии от станции Кустовая на Горьковский автомобильный завод;

Ликвидированные
- На Зелёной улице; линия от станции Нижний Новгород-Московский на заводы «Красная Этна» и «РУМО»;
- На Каракумском переулке; линия от станции Нижний Новгород-Московский на завод «Красная Этна»;

- На Ореховской улице; линия от станции «Петряевка» на цементный завод; закрыта в 2014 году;
- На Сормовском шоссе, в районе пересечения с ул. 50 лет Победы. До начала 2000-х гг. между этими линиями имелась связка. В настоящее время вытяжной тупик Нижегородского машзавода и линия от станции «Варя» на завод «Нефтегаз» находится в непосредственной близости от трамвайной линии.
- На улице Пржевальского; линия на Сормовскую кондитерскую фабрику;
- На Рельсовой улице; линия от станции «Петряевка» на завод «Мостстрой»;

## Происшествия
28 июня 1995 года трамвай Tatra Т3SU № 1697, двигавшийся по Похвалинскому съезду по маршруту № 27, потерял тормоза и скатился вниз. Доехав до верха съезда, вагон резко поехал назад, достиг скорости более 100 км/ч, в кривой у выезда на Благовещенскую площадь сошёл с рельс и опрокинулся. Вагон сорвало с тележек, одна из которых поехала дальше и задавила человека на трамвайной остановке.
В результате аварии погибло 4 человека. По имеющимся данным, произошёл отказ тормозов при отключении напряжения в сети. Самая вероятная версия случившегося — неисправность вагона.
Похожее происшествие произошло утром 22 декабря 2023 года. Трамвай 71-407 № 2017 двигался по маршруту № 21, во время подъёма на Окский съезд покатился назад, остановившись в середине Молитовского моста. На этот раз обошлось без пострадавших.